# Kasteel van Bissy-sur-Fley
Het Kasteel van Bissy (Frans: Château de Bissy) is een kasteel in de Franse gemeente Bissy-sur-Fley. Het kasteel is een beschermd historisch monument sinds 1932.